# 48e congrès national de la SFIO
Le 48e congrès national de la Section française de l'Internationale ouvrière (SFIO) s'est déroulé à Lille en 1956.
Lors de ce congrès, il a été admis le principe de la création d’institutions algériennes démocratiques, comportant un exécutif et un législatif.